# Silhouette in Red
Silhouette in Red (en español: Silueta en Red) Es el décimo álbum de estudio grabado por la cantante galesa Bonnie Tyler, lanzado en Escandinavia, Europa y Sudáfrica en 1993, y Japón y Brasil en 1994. En 1993, se anunció que el álbum ya había conseguido un Disco de Oro en Noruega, días antes de que fuera lanzado oficialmente.
El álbum contiene la famosa canción ("You Are So Beautiful"), además de 14 canciones originales. El álbum fue un éxito, alcanzando el puesto # 6 en Noruega y el top 40 en otros cuatro países. El álbum no fue lanzado en Estados Unidos ni el Reino Unido.

## Lista de canciones
| N.º | Título                               | Escritor(es)                | Duración |  |
| 1.  | «Sally Comes Around»                 | Jennifer Blake              | 3:38     |  |
| 2.  | «Fire in My Soul»                    | Steve Benson                | 4:35     |  |
| 3.  | «Stay»                               | Jennifer Blake              | 4:02     |  |
| 4.  | «Send Me the Pillow»                 | Dieter Bohlen               | 3:31     |  |
| 5.  | «From the Bottom of My Lonely Heart» | Howard Houston              | 3:32     |  |
| 6.  | «Silhouette in Red»                  | Jennifer Blake              | 3:57     |  |
| 7.  | «I Climb Every Mountain»             | Dieter Bohlen               | 3:33     |  |
| 8.  | «Bad Dreams»                         | Steve Benson                | 3:45     |  |
| 9.  | «James Dean»                         | Dieter Bohlen               | 3:11     |  |
| 10. | «Clouds in My Coffee»                | Dieter Bohlen               | 3:19     |  |
| 11. | «Years May Come»                     | Howard Houston              | 3:49     |  |
| 12. | «Cryin' a Little»                    | Jennifer Blake              | 3:35     |  |
| 13. | «You Are So Beautiful»               | Bruce Fisher, Billy Preston | 2:19     |  |
| 14. | «Before We Get Any Closer»           | C. Stevens, R.J. Scott      | 4:07     |  |
| 15. | «You Won't See Me Cry»               | Lee Morris, Paul Hopkins    | 2:45     |  |

## Posicionamiento en las listas

### Álbum
| País     | Mejor posición |
| -------- | -------------- |
| Noruega  | 6              |
| Suiza    | 23             |
| Austria  | 25             |
| Alemania | 28             |
| Suecia   | 40             |